# No Pressure (film)
No Pressure (in polacco Nic na sile) è un film del 2024 diretto da Bartosz Prokopowicz.

## Trama
La chef Oliwia viene spinta con l'inganno ad abbandonare tutto per salvare la fattoria della nonna. Lì si innamorerà di un contadino affascinante che però nasconde un segreto.

## Distribuzione
Il film è stato distribuito sulla piattaforma Netflix a partire dal 27 marzo 2024.